# Вострикова, Елена Петровна
Елена Петровна Вострикова (род. 2 декабря 1989, Красноярск) — российская спортсменка, чемпионка и призёр чемпионатов России по вольной борьбе, обладательница и призёр Кубка европейских наций, мастер спорта России. Родилась и живёт в Красноярске. Выступает в весовой категории до 48 кг. Её первым тренером была Г. П. Вострикова. В дальнейшем тренировалась под руководством В. К. Райкова и Л. А. Карамчаковой. Представляет клуб «Академия борьбы имени Д. Г. Миндиашвили» (Красноярск). Член сборной команды страны с 2013 года.

## Спортивные результаты
- Чемпионат России по женской борьбе 2018 года — ;
- Чемпионат России по женской борьбе 2015 года — ;
- Гран-при Иван Ярыгин 2015 года — ;
- Чемпионат России по женской борьбе 2014 года — ;
- Чемпионат России по женской борьбе 2013 года — ;
- Кубок европейских наций 2013 года — ;
- Гран-при Иван Ярыгин 2013 года — ;
- Чемпионат России по женской борьбе 2012 года — ;
- Кубок европейских наций 2012 года — ;
- Кубок России 2012 года — ;

## Дисквалификация
В 2023 году Международное агентство по тестированию (ITA) дисквалифицировало Вострикову на два года за нарушения антидопинговых правил. Расследование нарушения антидопинговых правил велось в рамках дела о базе данных Московской антидопинговой лаборатории (LIMS).